# Trachyandra capillata
Trachyandra capillata là một loài thực vật có hoa trong họ Thích diệp thụ. Loài này được (Poelln.) Oberm. miêu tả khoa học đầu tiên năm 1962.